# Macrothele segmentata
Macrothele segmentata är en spindelart som beskrevs av Simon 1892. Macrothele segmentata ingår i släktet Macrothele och familjen Hexathelidae. Inga underarter finns listade i Catalogue of Life.